# Kessleria bakeri
Kessleria bakeri es una especie de polilla del género Kessleria, familia Yponomeutidae.
Fue descrita científicamente por Walsingham en 1894.